# Hangbu He
Hangbu He (kinesiska: 杭埠河) är ett vattendrag i Kina. Det ligger i provinsen Anhui, i den östra delen av landet, omkring 40 kilometer sydväst om provinshuvudstaden Hefei.
Genomsnittlig årsnederbörd är 1 566 millimeter. Den regnigaste månaden är juli, med i genomsnitt 297 mm nederbörd, och den torraste är december, med 44 mm nederbörd.